# Lago Karwowo
El lago Karwowo es un pequeño lago de Polonia, localizado en el voivodato de Pomerania Occidental, en el distrito de Łobez, en el municipio de Łobez. Karwowo está situado más o menos 500 metros del río Rega y casi un kilómetro de edificios residenciales que pertenecen al pueblo de Karwowo. La superficie del lago es 33,3 hectáreas, la longitud - 1,1 km y profundidad máxima llega a 4,2 m (la media es de unos 3,5 metros).